# Medi Dresevic
Mehmed "Medi" Dresevic, född 6 juni 1992, är en svensk fotbollsspelare som spelar för Grebbestads IF. Han har även spelat för Borås AIK i Svenska Futsalligan.
Medi Dresevic yngre bror, Ibrahim Drešević, är också en fotbollsspelare.

## Karriär
Dresevic började spela fotboll i Norrby IF som 10-åring. Han spelade för klubben fram till 2012 och därefter blev det två säsonger i Dalstorps IF. I mars 2015 värvades Dresevic av Kristianstads FF, där han skrev på ett ettårskontrakt.
I januari 2016 återvände Dresevic till Norrby IF, där han skrev på ett tvåårskontrakt. Den 29 augusti 2016 gjorde Dresevic ett hattrick i en 6–1-vinst över Tvååkers IF, och blev samtidigt utvisad efter ett speciellt målfirande där han sprang upp på läktaren och applåderade sig själv. I december 2016 förlängde han sitt kontrakt med två år. Dresevic debuterade i Superettan den 2 april 2017 i en 0–0-match mot GAIS.
Efter säsongen 2018 meddelade Dresevic att han avslutade sin fotbollskarriär. Den 9 februari 2019 värvades dock Dresevic av allsvenska AFC Eskilstuna, där han skrev på ett ettårskontrakt. I augusti 2019 lånades Dresevic ut till division 1-klubben Ljungskile SK.
I februari 2020 värvades Dresevic av Utsiktens BK, där han skrev på ett ettårskontrakt. I mars 2021 blev Dresevic klar för en återkomst i Ljungskile SK, där han skrev på ett ettårskontrakt. Inför säsongen 2022 gick Dresevic till division 3-klubben Dalstorps IF. I mars 2023 gick Dresevic till division 2-klubben Grebbestads IF.